# Michael Goldberg (Schauspieler)

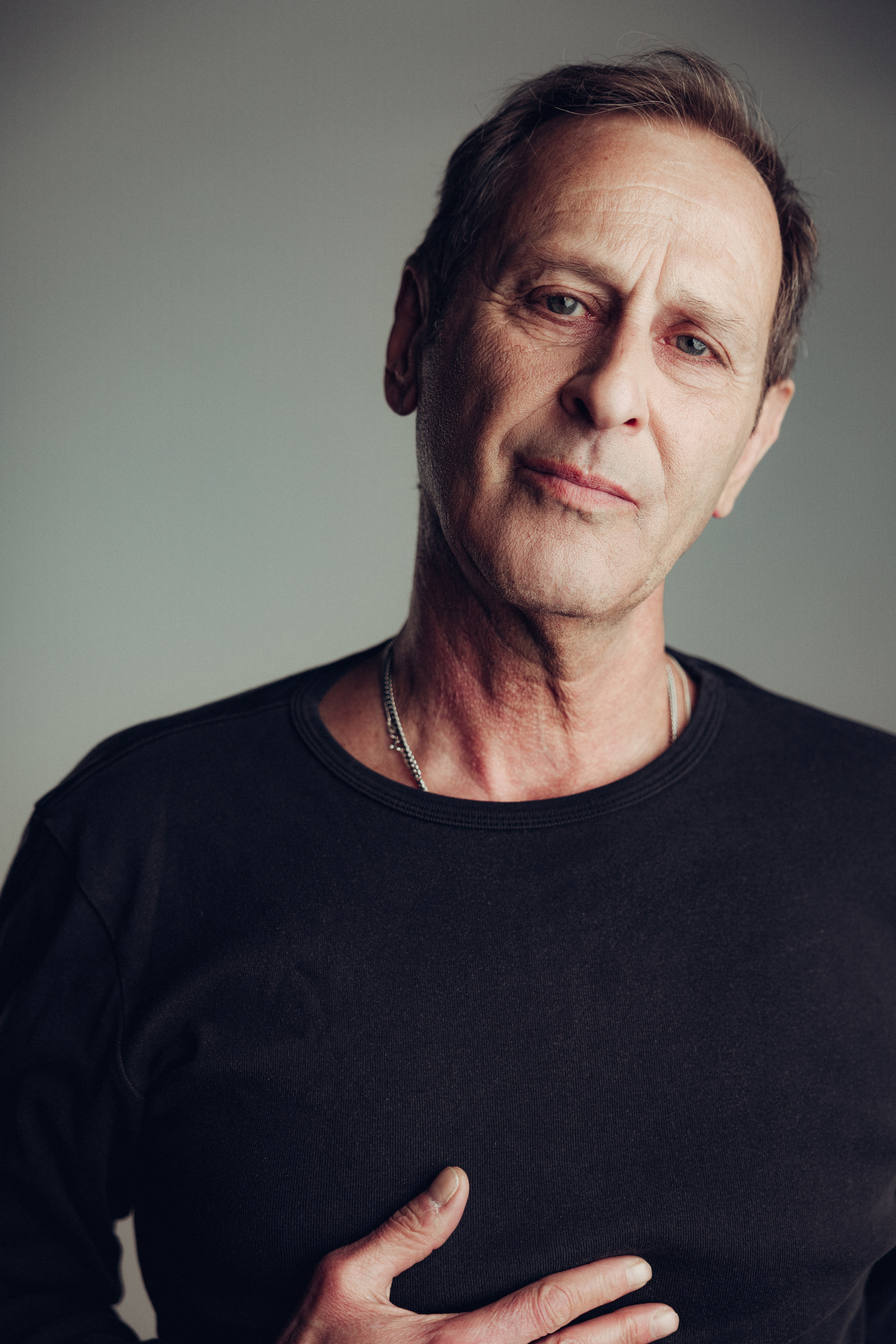
Michael Goldberg (2024)

Michael Goldberg (* 27. Mai 1959 in Basel) ist ein Schweizer Schauspieler.

## Leben

### Familie und Ausbildung
Goldberg stammt aus einer jüdischen Schweizer Familie. Seine Grosseltern waren orthodoxe Juden; seine Eltern lebten weitgehend assimiliert, pflegten aber die jüdische Kultur und Geschichte. Sein Vater war überzeugter Kommunist, später dann Sozialist. Die Familie wohnte mit ihren Kindern – Goldberg hat noch eine Schwester –  zunächst im Basler Neubadquartier, später dann in einem Haus auf dem Bruderholz. Goldberg ging in Basel zur Schule; er besuchte dort u. a. die Diplom-Mittelschule (DMS). Als Kind stand er bereits auf der Bühne des Basler Kindertheaters. Während seiner Schulzeit wirkte er am Theater Basel als Statist und Edel-Komparse in verschiedenen Inszenierungen mit, u. a. in «Romeo und Julia» in einer Inszenierung von Heinz Spoerli.
Von 1981 bis 1984 absolvierte er seine Schauspielausbildung an der Neuen Münchner Schauspielschule.

### Theaterkarriere
Sein erstes Festengagement hatte er am Stadttheater Hildesheim (1984–1987). In der Spielzeit 1987/88 war er am Alten Schauspielhaus Stuttgart engagiert.
Von 1988 bis 1994 und dann noch einmal von 1996 bis 1999 war er festes Ensemblemitglied am Nationaltheater Mannheim. Dort spielte er unter anderem Karl Moor in «Die Räuber» (Regie: Janos Mohasci), Raskolnikow in Stephan Müllers Bearbeitung von Dostojewskijs «Schuld und Sühne» sowie in weiteren Inszenierungen, unter anderem von Nicolas Brieger (Eddie in «Schöne Bescherungen» von Alan Ayckbourn), Daniel Karasek und Bruno Klimek (Herzog von Burgund in «Die Jungfrau von Orleans», Lopachin in «Der Kirschgarten»). Dazwischen hatte er von 1994 bis 1996 ein Festengament an den Städtischen Bühnen Freiburg. Dort spielte er u. a. Bassanio in «Der Kaufmann von Venedig» (Regie: Urs Toller) und wirkte in Peter Handkes «Die Stunde da wir nichts voneinander wussten» (Regie: Kazuko Watanabe) mit.
In der Spielzeit 2000/01 war Goldberg an der Schaubühne am Lehniner Platz in Berlin engagiert (u. a. als Hauptmann Bordure in «König Ubu», Regie: Barbara Frey). 2002 und 2003 hatte er nochmals ein Gastengagement am Nationaltheater Mannheim. 2008 trat er am Schauspiel Köln als Acaste in «Der Menschenfeind» (Regie: Karin Henkel) auf.
Von 2009 bis 2013 war er festes Ensemblemitglied am Schauspiel Frankfurt. Dort arbeitete er u. a. unter der Regie von Karin Henkel, Markus Bothe, Stephan Kimmig, Barrie Kosky, Jorinde Dröse und Christopher Rüping.
Ab der Spielzeit 2013/14 war Goldberg festes Ensemblemitglied am Deutschen Theater Berlin, wo er in klassischen Theaterrollen u. a. von Shakespeare, Henrik Ibsen und Anton Tschechow auftrat. In der Spielzeit 2017/18 spielte er dort in der Shakespeare-Produktion «Rom» von Karin Henkel und John von Düffel (Premiere: März 2018), die Motive und Szenen aus den Stücken «Coriolan», «Julius Cäsar» und «Antonius und Cleopatra» zu einer Geschichte über die Demokratie Roms zusammenfasst, die Rolle des Gaius Marcius Coriolan. In der Spielzeit 2018/19 übernahm er in den Kammerspielen des Deutschen Theaters Berlin die Rolle des Familienoberhaupts Egon Krause in Ewald Palmetshofers Neubearbeitung des Hauptmann-Stücks «Vor Sonnenaufgang» in einer Inszenierung von Jette Steckel.
Er gastierte mehrmals am Residenztheater München. Seit der Spielzeit 2019/20 gehört er zum festen Ensemble des Residenztheaters München (Bayerisches Staatsschauspiel). 2024 wurde Goldberg zum „Bayerischen Staatsschauspieler“ ernannt.

### Film und Fernsehen
Neben seinen Theaterengagements ist Goldberg seit 1987 regelmässig als Film- und Fernsehschauspieler tätig. Seine erste Filmrolle erhielt er nach seinem Engagement am Stadttheater Hildesheim. In dem dokumentarischen, im Jahre 1988 in Bukarest gedrehten Spielfilm «Im Süden meiner Seele» (1989; Regie: Frieder Schuller) spielte er den rumänischen Dichter Paul Celan. Die Filmrolle hatte Goldberg durch Zufall erhalten: Eine Kollegin von der Münchner Schauspielschule, die als Kindermädchen bei dem Regisseur Frieder Schuller jobbte, sah ein Jugendbild von Celan in den Unterlagen auf dem Schreibtisch Schullers und stellte eine Ähnlichkeit mit Goldberg fest. Goldberg wurde daraufhin zu einem Vorsprechen eingeladen und erhielt anschliessend die Hauptrolle.
In dem Kinofilm «Die letzte Geschichte von Schloß Königswald» (1988) spielte er den US-Amerikaner Goldsmith. In dem Fernsehfilm «Verlorenes Land» (2002) von Jo Baier hatte er ebenfalls eine Nebenrolle. Im «Tatort: Rosenholz» (2003) verkörperte er Dr. Gerd Rabius, einen Beamten der Birthler-Behörde. In der ZDF-Krimireihe «Ein starkes Team» spielte er in der Folge «Der Verdacht» (Erstausstrahlung: Januar 2004) den wegen Mordes verurteilten Einbrecher Siegfried Berends, der auch nach seiner Haftentlassung seine Unschuld beteuert. In dem Fernsehfilm «Stauffenberg» (2004) stellte er den NS-Widerstandskämpfer Adam von Trott zu Solzdar. Im «Tatort: Es ist böse» (2012) hatte er als Polizist Walther eine kleine Nebenrolle.
In der Fernsehserie «Klinik am Alex» (2008–2009) übernahm er eine wiederkehrende Serienrolle als Chirurg und Professor Hannes Schmelzer. Episodenrollen hatte er u. a. in den Fernsehserien «In aller Freundschaft» (2004; als Koma-Patient und Vater) und «Im Namen des Gesetzes» (2009; als Rechtsanwalt Lambert).
In dem Fernsehfilm «Der Liebling des Himmels» (2015) spielte Goldberg unter der Regie von Dani Levy die Rolle des Paul Mercier, einen der Freunde des Psychiaters Dr. Magnus Sorel jr. (Axel Milberg). In der ZDF-Krimiserie «Blochin – Die Lebenden und die Toten» (2015) war Goldberg in einer Nebenrolle als Minister Geissler, der Vater der Studentin Freddy Geissler (Peri Baumeister), zu sehen. In dem «Marie Brand»-Krimi «Marie Brand und das ewige Wettrennen» (Erstausstrahlung: Januar 2017) übernahm Goldberg eine Nebenrolle als Schuldirektor Keller. In der ZDF-Serie «Letzte Spur Berlin» (2017) spielte er in einer Doppelfolge den Wirtschaftsanwalt Anton Dudek. Im Schweizer «Tatort: Züri brännt» (2020) hatte Goldberg als Journalist und Chefredakteur Simon Untersander eine der handlungstragenden Nebenrollen.

### Privates
Goldberg ist Vater einer Tochter. Ab 1999 wohnte Goldberg während seines Engagements an der Berliner Schaubühne zunächst im Stadtteil Prenzlauer Berg und danach im Bötzowviertel. Mittlerweile lebt er in München. Im Juni 2015 gehörte er zu den Unterzeichnern eines offenen Briefes an Bundeskanzlerin Angela Merkel zur Öffnung der Ehe für gleichgeschlechtliche Paare.

## Theater (Auswahl)

### Schauspiel Frankfurt
- 2009: Drei Schwestern von Anton Tschechow (als Kulygin). Inszenierung: Karin Henkel
- 2009: Roter Ritter Parzival nach Wolfram von Eschenbach (als Amfortas / Ither). Inszenierung: Markus Bothe
- 2010: Lulu von Frank Wedekind (als Maler Schwarz). Inszenierung: Stephan Kimmig
- 2011: Ein Sommernachtstraum von William Shakespeare (als Theseus / Oberon). Inszenierung: Markus Bothe
- 2011: Die Wildente von Henrik Ibsen (als Der alte Ekdal / Frau Sorby). Inszenierung: Karin Henkel
- 2012: Der Kaufmann von Venedig von William Shakespeare (als Antonio). Inszenierung: Barrie Kosky
- 2012: Der blaue Engel. Nach dem Roman Professor Unrat von Heinrich Mann und dem Film Der blaue Engel von Josef von Sternberg unter Verwendung des Drehbuchs von Carl Zuckmayer, Robert Liebmann und Karl Gustav Vollmoeller (als Professor Rath). Inszenierung: Jorinde Dröse
- 2013: Woyzeck von Georg Büchner (als Doktor). Inszenierung: Christopher Rüping

### Deutsches Theater Berlin
- 2014: Wassa Schelesnowa von Maxim Gorki (als Prochor). Inszenierung: Stephan Kimmig
- 2014: Die Frau vom Meer von Henrik Ibsen (als Oberlehrer Arnholm). Inszenierung: Stephan Kimmig
- 2015: Die Affäre Rue de Lourcine von Eugène Labiche (als Lenglumé). Inszenierung: Karin Henkel
- 2015: Romeo und Julia von William Shakespeare. Deutsch von Thomas Brasch (als Pater Lorenzo / Die Amme). Inszenierung: Christopher Rüping
- 2015: Der Geizige von Molière (als Harpagon). Inszenierung: Martin Laberenz
- 2016: Marat / Sade von Peter Weiss (Ensemblerolle). Inszenierung: Stephan Kimmig
- 2018: Rom nach Coriolan, Julius Cäsar und  Antonius und Cleopatra von William Shakespeare (als Coriolan). Bearbeitung / Übersetzung: John von Düffel. Inszenierung: Karin Henkel
- 2018: Vor Sonnenaufgang von Ewald Palmetshofer nach Gerhart Hauptmann (als Egon Krause). Inszenierung: Jette Steckel
- 2018: Drei Schwestern von Anton Tschechow (als Mascha). Inszenierung: Karin Henkel

### Residenztheater München
- 2019: Sommergäste[10][11][12][13][14][15] von Maxim Gorki (als Dwojetotschije Semjon Semjonowitsch, Suslows Onkel). Inszenierung: Joe Hill-Gibbins
- 2020: Medea (als Kreon). Nach Euripides. Inszenierung: Karin Henkel
- 2020: Der Preis des Menschen von Thiemo Strutzenberger (als der Graf von Santa Barbara, Aristokrat). Inszenierung: Miloš Lolić
- 2022: Der Turm (als König Basilius / Simon / Adjutant). Inszenierung: Nora Schlocker
- 2021: Gott (als Thiel, theologischer Sachverständiger). Inszenierung: Max Färberböck
- 2022: Das Vermächtnis – The Inheritance von Matthew López – frei nach dem Roman «Howards End» von E. M. Forster (als Morgan / Walter Poole). Inszenierung: Philipp Stölzl
- 2023: Antigone (als Veteran). Inszenierung: Mateja Koležnik
- 2023: James Brown trug Lockenwickler von Yasmina Reza (als Lionel Hutner). Inszenierung: Philipp Stölzl
- 2023: Mitläufer. Ein Rechercheprojekt von Noam Brusilovsky. Inszenierung: Noam Brusilovsky
- 2024: Das Schloss[16] (Ensemblerolle). Inszenierung: Karin Henkel
- 2024: Moby Dick[17][18][19] (als Starbuck, ein Steuermann). Inszenierung: Stefan Pucher
- 2025: Warten auf Godot[20][21] (als Pozzo). Von Samuel Beckett. Inszenierung: Claudia Bauer
- 2025: Gschichtn vom Brandner Kaspar (als Petrus). Volksstück von Franz Xaver Kroetz frei nach Motiven von Franz von Kobell. Inszenierung: Philipp Stölzl

## Filmografie
- 1988: Die letzte Geschichte von Schloß Königswald (Kinofilm)
- 1989: Im Süden meiner Seele (Spielfilm)
- 2002: Die Affäre Semmeling (Fernsehfilm)
- 2002: Verlorenes Land (Fernsehfilm)
- 2003: Tatort: Rosenholz (Fernsehreihe)
- 2004: Dr. Sommerfeld – Neues vom Bülowbogen (Fernsehserie; Folge: Alte Wunden)
- 2004: Stauffenberg (Fernsehfilm)
- 2004: Eine zweimalige Frau (Fernsehfilm)
- 2004: Ein starkes Team: Der Verdacht (Fernsehfilm)
- 2004: In aller Freundschaft (Fernsehserie; Folge: Wunderbare Weihnacht überall)
- 2005: Der Elefant – Mord verjährt nie (Fernsehserie; Folge: Verbrannte Erde)
- 2006: Vigilius’ Schatten (Kurzfilm)
- 2007: Hinter Gittern – Der Frauenknast (Fernsehserie; Folge: Kampfansage)
- 2007: SOKO 5113 (Fernsehserie; Folge: High Society)
- 2007: Ein Fall für zwei (Fernsehserie; Folge: Wo Freundschaft endet)
- 2008: Im Namen des Gesetzes (Fernsehserie; Folge: Existenz)
- 2009: Alarm für Cobra 11 – Die Autobahnpolizei (Fernsehserie; Folge: Operation: Gemini)
- 2009: Klinik am Alex (Fernsehserie, Serienrolle)
- 2012: Tatort: Es ist böse (Fernsehreihe)
- 2015: Der Liebling des Himmels (Fernsehfilm)
- 2015: Blochin – Die Lebenden und die Toten (Fernsehreihe)
- 2017: Marie Brand und das ewige Wettrennen (Fernsehreihe)
- 2017: Letzte Spur Berlin (Fernsehserie; Doppelfolge: Verbrannt/Tauschgeschäft)
- 2018: Der Bestatter (Fernsehserie)
- 2020: Tatort: Züri brännt (Fernsehreihe)
- 2020: Haus Kummerveldt
- 2022–2025: Die Beschatter (Fernsehserie)